# Herb Essen

Herb Essen

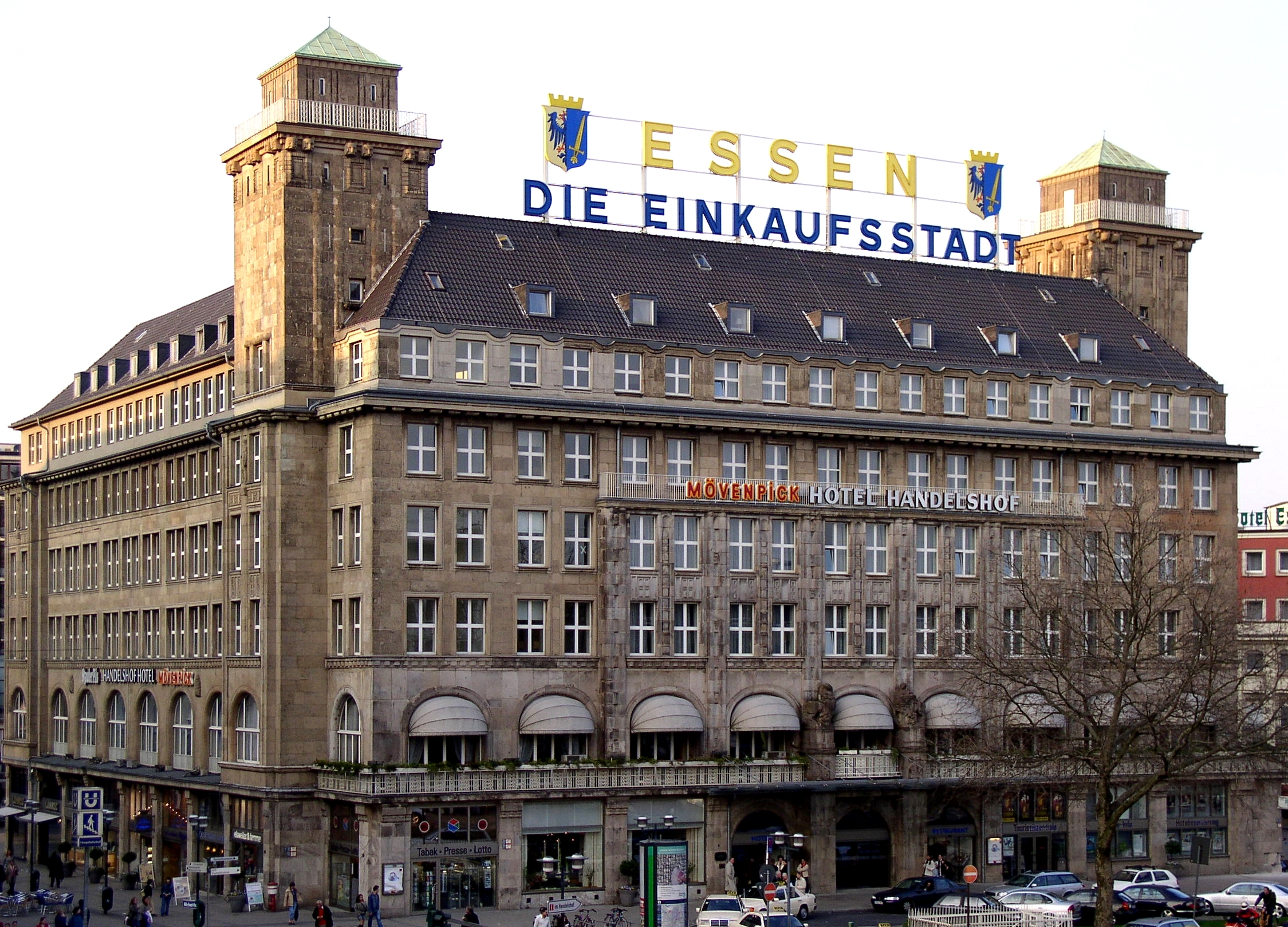
Hotel Handelshof w Essen – widoczne herby oraz nieoficjalne motto miasta

Herb Essen – zatwierdzony w 1886 nazywany jest herbem przymierza (niem. Allianzwappen) należy do specyficznych przedstawień heraldycznych. Składa się z dwóch oddzielnych tarcz ułożonych w ukłonie heraldycznym. Jednakże korona nie odnosi się bezpośrednio do miasta, lecz do księstwa kościelnego podległego opactwu zarządzanym przez mniszki, które tytułowały się księżnymi aż do mediatyzacji w XIX stuleciu. 

## Opis i historia herbu
Pierwsza tarcza (heraldycznie prawa) przedstawia na złotym polu symbol orła cesarskiego z czerwonymi: szponami, dziobem i koroną. Herb ten został zatwierdzony w 1623. Druga tarcza (heraldycznie lewa), będąca jednym z najstarszych godeł Essen, przedstawia na błękitnym tle złoty miecz ułożony od lewej w skos – narzędzie męczeńskiej śmierci patronów katedry i miasta – świętych Kosmy i Damiana. 
Nie jest to jedyna interpretacja herbu Essen. Zarówno korona, jak i obie tarcze mają ścisły związek z żeńskim opactwem. Korona wieńcząca herb oraz miecz w lewej tarczy są łączone z insygniami królewskimi cesarza Ottona III. 
Obecny kształt herbu miasta opracował w 1887 berliński malarz Emil Doepler (1855–1922). Znana jest także uproszczona wersja herbu. Składa się z dwudzielnej w słup tarczy. Po prawej heraldycznie stronie w złotym polu czarny półorzeł (fragment orła cesarskiego), po lewej na błękitnym polu złoty miecz. Przykładem takiego zastosowania jest zwieńczenie hotelu Handelshof położonego nieopodal głównej stacji kolejowej miasta.